# Rita e Roberto
Rita e Roberto é o décimo segundo álbum de estúdio da musicista brasileira Rita Lee e o quarto álbum de estúdio creditado à sua parceria com o produtor e multi-instrumentista Roberto de Carvalho. Lançado em setembro de 1985, foi o último trabalho de Lee publicado pela gravadora Som Livre até o lançamento de seu segundo disco ao vivo, Rita Lee em Bossa 'n' Roll, em 1990.
O álbum é considerado dissonante, pois afasta-se do pop rock marcante na carreira da dupla em favor de uma estética mais soturna, relacionada com a subcultura gótica. Essa estética foi, todavia, um dos motivos pelos quais o álbum não conseguiu grande apreço popular, atingindo 500 mil cópias vendidas, vendagem considerada baixa para os números da artista.

## Contexto
Na década de 1980, a carreira de Rita Lee atingiu seu auge comercial, com trabalhos como Rita Lee (1980) e Rita Lee e Roberto de Carvalho (1982) alcançando milhões de vendas. Em decorrência disto, Lee ganhou grande exposição na mídia nacional e, eventualmente, na internacional. Não obstante a fama, a cantora continuou tendo problemas com drogas, tendo de ser internada em casas de recuperação certas vezes. Ao mesmo tempo, a censura de canções, considerada como uma "perseguição broxante" por Rita, fez com que ela realizasse uma pausa na carreira. Isso intensificou os rumores (supostamente criados pelo produtor e jornalista Ezequiel Neves), já há algum tempo veiculados, de que Lee estaria com leucemia. Em sua volta aos palcos, na primeira edição do festival Rock in Rio, Rita planejou fazer uma volta marcante, de forma a espantar os boatos. Isto falhou devido ao fato de que, na assinatura do contrato do festival, além da sua "magreza extrema", Rita utilizou uma peruca. Segundo ela, esses fatos "contribuíram para a (sua) fama de 'doente terminal'".
Lançando em 1983, Bombom, apesar de boa vendagem, foi recebido negativamente pela crítica musical, o que fez com que Lee tirasse um tempo longe dos holofotes e não promovesse o álbum. Além dos rumores sobre leucemia, Rita era majoritariamente mal vista pelos críticos da época. Segundo a artista, isso resultava do machismo persistente na cena do rock. Roberto de Carvalho, que trabalhava com Rita desde a segunda metade da década de 1970, era visto, por muitos críticos, como um empecilho para a "volta triunfante" da cantora ao rock.  Segundo a cantora, essas dificuldades motivaram a gravação de um novo álbum que, para confrontar os críticos de Roberto, foi intitulado Rita e Roberto.

## Conceito
Em 1984, Lee passa por várias internações em clínicas de reabilitação para tratar do vício em drogas, levando a sua gravadora, Som Livre, a lançar a compilação de remisturas, Rita Hits, para cumprir o seu contrato. Após Bombom ter sido profundamente mal avaliado pela crítica, em razão de sua forte ambientação no tecnopop, é decidido adotar uma esfera mais soturna e "depressiva" no próximo trabalho. A depressão e a fase difícil que Rita e Roberto enfrentavam à época foram determinantes para que o álbum saísse com o resultado esperado.
É nítida a inspiração de Rita e Roberto em pares com atmosferas soturnas, como a chamada "tríade gótica" da banda britânica The Cure (Seventeen Seconds, Faith e Pornography). A foto da capa, registrada em preto e branco e com o título em destaque minimalista, representa a atmosfera taciturna na qual o casal embarcou para o trabalho. O sucesso do grupo inglês Depeche Mode certamente também influenciou a atmosfera do álbum.
Em sua autobiografia, Lee conta que este álbum contem um quê cinematográfico. A faixa de abertura, "Vírus do Amor", em descrição da cantora, possui uma "levada swingadona e potente, bem-arranjada e executada à perfeição". "Vítima", que, segundo Rita, é uma homenagem à Alfred Hitchcock, sendo a faixa baseada no filme do cineasta de 1964, Janela Indiscreta, a canção acabou virando tema de abertura da telenovela A Próxima Vítima, em 1995.
| “                                                                             | Efeito de desgaste na vida pessoal da artista, então às voltas com internações para se livrar do vício em drogas (embaraços que levaram a gravadora Som Livre a improvisar em 1984 o disco de remixes Rita Hits para a cantora ganhar tempo), o álbum Rita e Roberto encenou suicídio surrealista em "Gloria F", faixa que perfilou a personagem-título em gravação que aglutinou no coro Paula Toller e Herbert Vianna (também na guitarra). [sic] | ” |
| — Mauro Ferreiro, crítico musical do Grupo Globo escrevendo para o portal G1. | |   |

## Canções
"Vírus do Amor" é uma referência à epidemia de HIV, que no Brasil atingiria seu auge entre 1987 e 1989 e levaria figuras públicas como Cazuza, Lauro Corona, Henfil, Betinho e Renato Russo. "Yê Yê Yê" é uma crítica ao movimento pop da década de 1980.
"Vítima", inspirada no filme de 1964, Janela Indiscreta, reforça a ideia de que houve um "flerte" de Rita e Roberto com o movimento gótico, ao referenciar um filme de Hitchcock, de raízes expressionistas, temática admirada pela subcultura gótica e explorada, por exemplo, pela banda inglesa Bauhaus em sua canção "Bela Lugosi's Dead". Na mesma faixa, o verso "O frio de São Paulo me faz transpirar" reforça a relação que Lee tem com a cidade de São Paulo em suas letras, seguindo a tendência de outras canções, como "Orra Meu" e "Lá Vou Eu". "Molambo Souvenir" serviu para alertar que o disco repetiria elementos conhecidos da música, mas com uma nova atmosfera depressiva, com seu trecho "Old bossa, new fossa".
"Gloria F" descreve, de maneira surrealista e em primeira pessoa, um suicídio. O eu-lírico da canção narra post mortem os fatos após ter tirado a própria vida, fórmula que seria repetida pela banda brasileira de rock Titãs, em sua canção "Flores", presente no álbum Õ Blésq Blom (1989). "Nave Maria" teve sua letra escrita por Caetano Veloso, que embutiu referências religiosas.
"Noviças do Vício" criticou celebridades consideradas fúteis. No mesmo ano, foi lançada a canção "A Dança", no álbum homônimo da Legião Urbana, que carrega a mesma crítica. Inspirada no synth-pop, "Choque Cultural" possui um tom mais satírico-humorístico, focado em evidenciar a comicidade de mostrar conflitos culturais.
A última faixa do álbum, "Não Titia", é uma crítica ao rumor de que Lee estava com leucemia, o qual a artista credita a Ezequiel Neves pela origem.

## Divulgação e decorrentes
Um especial na Rede Globo, com a direção de Jorge Fernando, convidou outros diretores para dirigirem videoclipes para o álbum, como Roberto Talma, Nelson Motta, Tisuka Yamasaki, Herbert Richers Jr. e o próprio Fernando.
Rita e Roberto foi o último álbum de Lee e Carvalho pela Som Livre. Após um hiato de um ano, eles assinariam com a EMI Music e, em 1987, lançariam Flerte Fatal. A artista voltaria ao selo em 1991 com a gravação de seu álbum acústico ao vivo, Bossa N' Roll, e em 1993, com o seu álbum homônimo (também conhecido como Todas as Mulheres do Mundo).

## Lista de faixas
Todas as faixas escritas e compostas por Rita Lee e Roberto de Carvalho, exceto "Choque Cultural", composta por Carvalho e Caetano Veloso, e "Nave Maria", escrita apenas por Veloso. 
| Lado um |                    |         |  |
| N.º     | Título             | Duração |  |
| 1.      | "Vírus do Amor"    | 4:01    |  |
| 2.      | "Yê Yê Yê"         | 3:09    |  |
| 3.      | "Vítima"           | 5:05    |  |
| 4.      | "Molambo Souvenir" | 3:44    |  |
| 5.      | "Gloria F"         | 3:45    |  |

| Lado dois |                    |         |  |
| N.º       | Título             | Duração |  |
| 6.        | "Nave Maria"       | 4:54    |  |
| 7.        | "Noviças do Vício" | 4:24    |  |
| 8.        | "Choque Cultural"  | 4:28    |  |
| 9.        | "Não Titia"        | 2:53    |  |